# Zamarada lequeuxi
Zamarada lequeuxi là một loài bướm đêm trong họ Geometridae.